# Факас Микола Ілліч
Факас Микола Ілліч (19.12.1969-28.02.2015)- український військовик, солдат ЗСУ, учасник російсько-української війни. 

## Життєпис
Народився 19 грудня 1969 року в селі Білка Іванівського району Одеської області. Закінчив середню школу.
Проходив строкову військову службу в лавах Збройних Сил СРСР. Мешкав у селі Новосвітлівка Веселинівського району Миколаївської області. До мобілізації працював трактористом у Товаристві з обмеженою відповідальністю «Довіра» села Григорівка Веселинівського району.
В серпні 2014-го був мобілізований до лав ЗСУ. Служив в 28-ї окремій механізованій бригаді. Був учасником АТО на сході України.
28 лютого 2015 року солдат Факас помер від серцевого нападу під час виконання бойового завдання поблизу міста Мар'їнка Донецької області. 
Похований на кладовищі села Новосвітлівка Веселинівського району Миколаївської області. 
Залишились дружина та троє дітей

## Вшанування
Портрет на меморіалі "Стіна пам'яті полеглих за Україну" у Києві: секція 6, ряд 6, місце 29